# Thomas de Keyser
Thomas de Keyser (* um 1596 oder 1597 in Amsterdam; begraben am 7. Juni 1667 ebenda) war ein niederländischer Architekt, Basaltsteinhändler und Maler.

## Leben
De Keyser war ein Sohn, und ab dem 30. Januar 1616 für zwei Jahre auch Schüler, des Bildhauers Hendrick de Keyser (1565–1621) und dessen Frau Barbara van Wilderen (1569–1621). Er wendete sich schon früh der Malerei zu und erste datierte Bildnisse stammen aus dem Jahr 1616. 1629 erwarb er ein Haus an der Leliegracht. Als Baumeister entwarf de Keyser die Remonstrantenkirche in Amsterdam und war 1628 einer der Unterzeichner der Remonstrant-Petition für Religionsfreiheit. In die Zeit vor 1640 war er besonders aktiv. Er begann einen Handel in Basaltstein, baute Häuser und trat am 14. Mai 1640 als Mitglied in die Steinmetzengilde ein. Er war aber daneben sein Leben lang als Maler in Amsterdam tätig, anfangs unter dem Einfluss von Cornelis Ketel und Nicolas Elias später von Frans Hals. Im Lauf der 1630er Jahre machte sich allmählich der Einfluss Rembrandt van Rijns bemerkbar, der 1632 nach Amsterdam übersiedelte. Er gehörte mit Hals, Rembrandt und Bartholomeus van der Helst zu den damals ausgezeichnetsten Porträtmalern der holländischen Schule und verband außerordentliche Klarheit der Färbung und ein feines koloristisches Gefühl mit Energie der Auffassung und Schärfe der Zeichnung.
Im Jahr 1654 gab de Keyser den Handel wieder auf und seine malerische Produktion hatte sich merkbar verringert. Er wurde 1662 zum Nachfolger des Stadtbaumeisters Symon Bosboom ernannt und mit die Bauleitung des neuen Rathauses beauftragt, das durch ihn mit einem Türmchen versehen wurde. Er wurde am 7. Juni 1667 in der Zuiderkerk neben seinem Vater beigesetzt.

## Familie
Geschwister
- Maaijke de Keyser (* 1592) heiratete Nicholas Stone
  - Henry Stone, englischer Porträtist und Van-Dyck-Kopist, war sein Neffe und wurde von de Keyser ausgebildet.
- Pieter de Keyser (1595–1676) war Architekt
- Machtelt de Keijser (* 1602)
- Willem de Keyser (1603–1680)
- Hendrick de Keijser II. (1613–1665)

De Keyser war zweimal verheiratet:
- 5. Juni 1626 mit Machteld Andries (25. März 1601–22. September 1636)[7]
  - Hendrik Thomasz de Keyser (1634–1667)
- 25. August 1640 mit Aaltje Heymericx (1620–1691), sie brachte fünf Kinder zur Welt, darunter:
  - Pieter Thomasz de Keyser (1645–1687)
  - Thomas Thomasz de Keyser (1649–1679)

## Werke (Auswahl)
De Keyser malte zahlreiche Einzel-, aber auch einige Gruppenbildnisse mit mehreren Personen oder ganzen Familien im Kleinforlat, wobei er die Personen als Ganzfiguren oder als Kniestücke darstellte. Die Landschaften auf seinen Reiterporträts ließ er gelegentlich von anderen Künstlern hinzufügen (beispielsweise durch Adriaen van de Velde auf einem Bild von 1660).

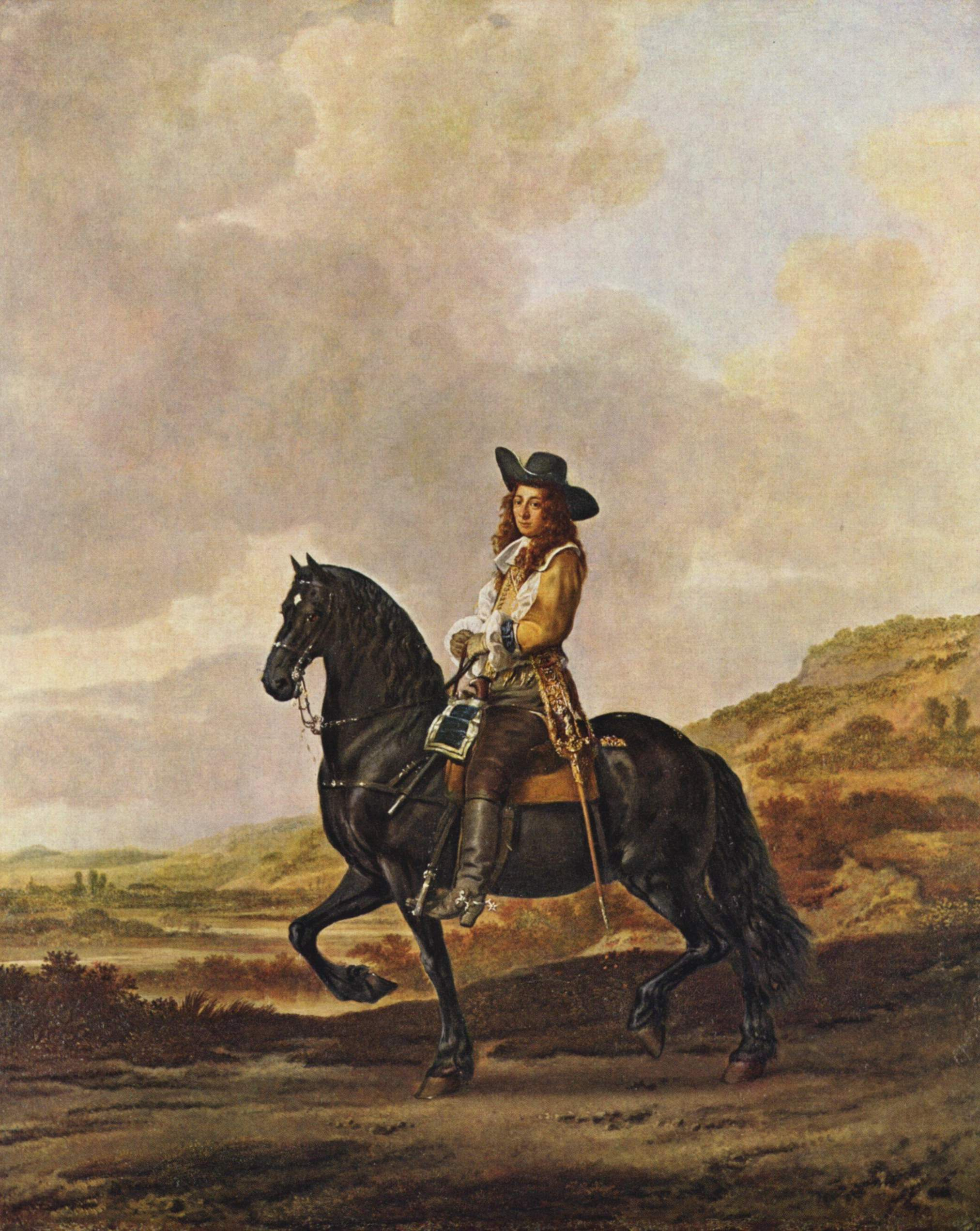
Porträt des Pieter Schout zu Pferde

- 1619: Anatomische Vorlesung des Dr. Sebastian Egbertsz de Vry
- 1625: Bildnisse des Amsterdamer Bürgermeisters Cornelis de Graeff und seiner Frau Catharina Hooft
- 1627: Vorsteher der Goldschmiedezunft (hier wurde ein Kopf erst im Jahr 1636 hinzugefügt)
- 1632: Die Kompagnie des Kapitäns Allart Cloeck und Leutnant Lucas Jacobsz Rotgan
- 1633: Schützenstück des Kapitäns Jacob Symonsz de Vries und Leutnants Dirck Grae
- 1638: Die vier Bürgermeister
- Bildnisse eines Ehepaars mit Sohn und Tochter
- 1650: Frau mit einem jungen Mann an einem Tisch

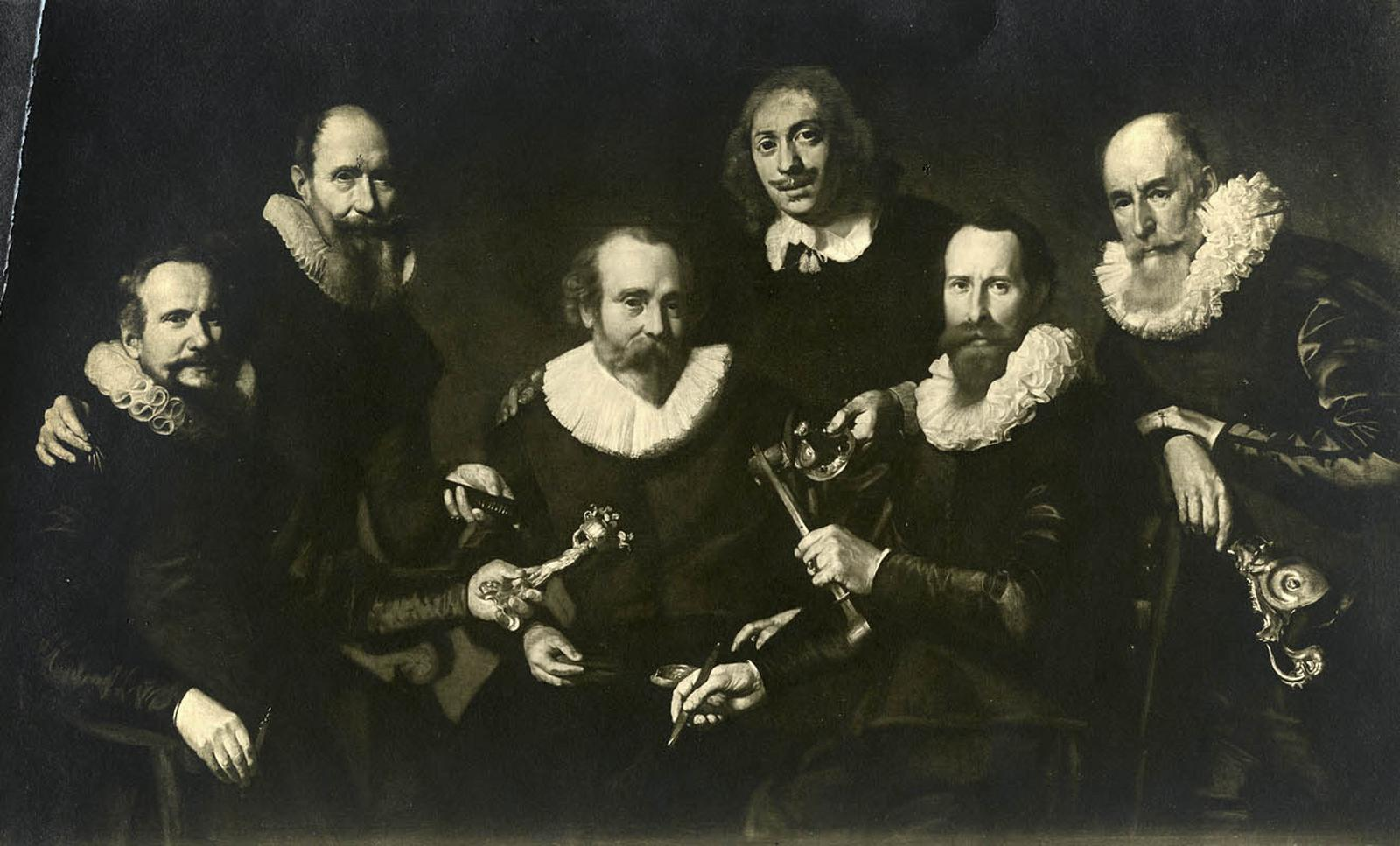
Vorsteher der Goldschmiedezunft
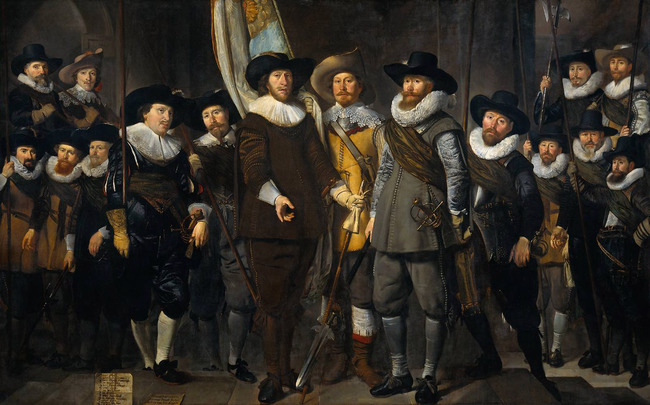
Die Kompagnie des Kapitäns Allart Cloeck und Leutnant Lucas Jacobsz Rotgan
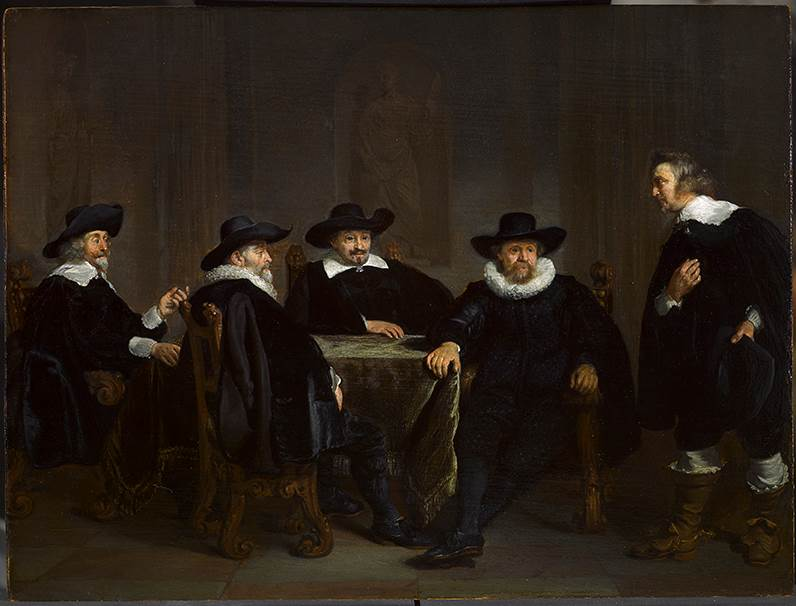
Die vier Bürgermeister